# Gerdago
Gerdago, de son vrai nom Gerda Gottstein (née le 28 août 1906 à Vienne, morte le 20 janvier 2004 dans la même ville) est une costumière autrichienne.

## Biographie
Gerda Gottstein s'installe à Berlin en 1927 et à Paris de 1928 à 1929 pour des études d'arts et devient l'assistante de l'architecte Oskar Strnad. De 1931 à 1934, elle travaille pour des revues. Willi Forst la découvre et l'engage comme costumière. Elle se spécialise dans les films historiques comme La Vie tendre et pathétique, une biographie de Franz Schubert, ou l'adaptation de l'opérette Mascarade (de), avec Paula Wessely pour qui elle crée une robe moulante.
Après l'Anschluss en 1938, Gerda Gottstein, d'origine juive, est tolérée, car elle est l'épouse d'un homme non-juif. Cependant ses parents sont envoyés au camp de concentration de Theresienstadt où son père, Karl Gottstein, meurt le 11 janvier 1943, et sa mère, Ilse Margot, est ensuite amenée le 15 mai 1944 à Auschwitz où elle disparaît.
Elle se remet à travailler au Wiener Bürgertheater (de) et revient au cinéma en 1947. Elles conçoit les uniformes, les robes et les costumes de bal de la trilogie Sissi.
Des années 1960 aux années 1980, elle invente pour le Raimundtheater l'habillement des interprètes d'opérettes.

## Filmographie
- 1933: La Vie tendre et pathétique
- 1934: Mascarade (de)
- 1934: Salto in die Seligkeit / Ein Sonntag in Wien
- 1935: Catherine
- 1947: Das unsterbliche Antlitz
- 1947: Hin und her
- 1949: Märchen vom Glück
- 1951: Maria Theresia
- 1951: Hallo Dienstmann
- 1952: Der Obersteiger
- 1953: Die Perle von Tokay
- 1953: Kaiserwalzer
- 1953: Hab ich nur Deine Liebe
- 1954: König der Manege
- 1954: Bruder Martin (de)
- 1954: Les Jeunes Années d'une reine
- 1955: Spionage
- 1955: Ihr erstes Rendezvous
- 1955: Das Mädchen vom Pfarrhof (de)
- 1955: Mam'zelle Cri-Cri
- 1955: Sissi
- 1955: Le Congrès s'amuse
- 1956: Bal à l'Opéra
- 1956: Lumpazivagabundus (La Fortune sourit aux vagabonds)
- 1956: Mariés pour rire
- 1956: Sissi impératrice
- 1957: Sissi face à son destin
- 1957: Vier Mädels aus der Wachau
- 1958: Der Page vom Palast-Hotel
- 1958: Liebe, Mädchen und Soldaten (de)
- 1958: La Maison des trois jeunes filles
- 1959: Ich bin kein Casanova
- 1959: Ich heirate Herrn Direktor
- 1959: Alt-Heidelberg
- 1959: Wenn das mein großer Bruder wüßte
- 1960: Kriminaltango
- 1960: Meine Nichte tut das nicht
- 1960: Mit Himbeergeist geht alles besser
- 1960: L'Auberge du Cheval-Blanc
- 1961: Rêve de jeune fille
- 1961: Les Aventures du comte Bobby
- 1961: Junge Leute brauchen Liebe
- 1962: Les Liaisons douteuses
- 1962: Forever My Love
- 1962: Romanze in Venedig (de)
- 1962: Waldrausch
- 1962: Mariandls Heimkehr
- 1963: Les filles aiment ça !
- 1963: Unsere tollen Nichten
- 1963: Sing, aber spiel nicht mit mir
- 1964: Unsere tollen Tanten in der Südsee
- 1965: La Fontaine aux mille plaisirs
- 1967: Le Grand Bonheur
- 1967: Mieux vaut faire l'amour
- 1968: Oui à l'amour, non à la guerre
- 1969: Frau Wirtin bläst auch gern Trompete
- 1970: Frau Wirtin treibt es jetzt noch toller
- 1986: Johann Strauss, le roi sans couronne

## Source de la traduction
- (de) Cet article est partiellement ou en totalité issu de l’article de Wikipédia en allemand intitulé « Gerdago » (voir la liste des auteurs).